# 大雪山層雲峽、黑岳纜車

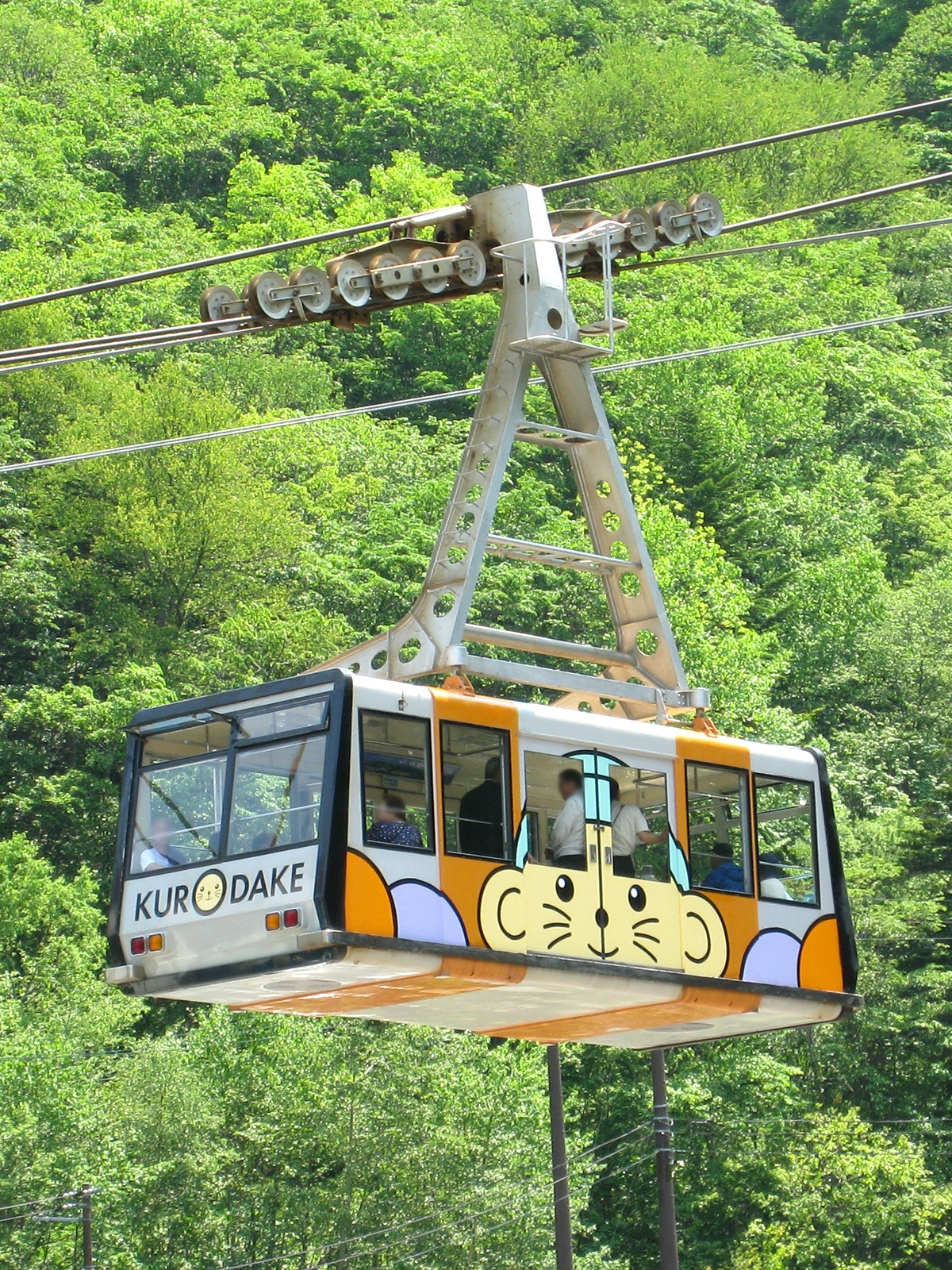
大雪山層雲峽・黑岳纜車的車箱

大雪山層雲峽・黑岳纜車是位於日本北海道上川郡上川町黑岳山麓的纜車，可以從海拔670公尺處的層雲峽溫泉抵達黑岳山腰（海拔1,300公尺），路線全長1,650公尺，上升高度620公尺。由日本纜車設計及施工， 林友觀光經營。

## 年表
- 1967年：纜車開始營運，最初名稱為「大雪山層雲峽纜車」。[1]
- 2003年：更名為「大雪山層雲峽・黑岳纜車」。

## 車站
- 山麓站（43°43′27.2″N 142°56′49.1″E / 43.724222°N 142.946972°E）
- 黑岳站（43°42′40.0″N 142°56′25.1″E / 43.711111°N 142.940306°E）

## 黑岳双人吊椅

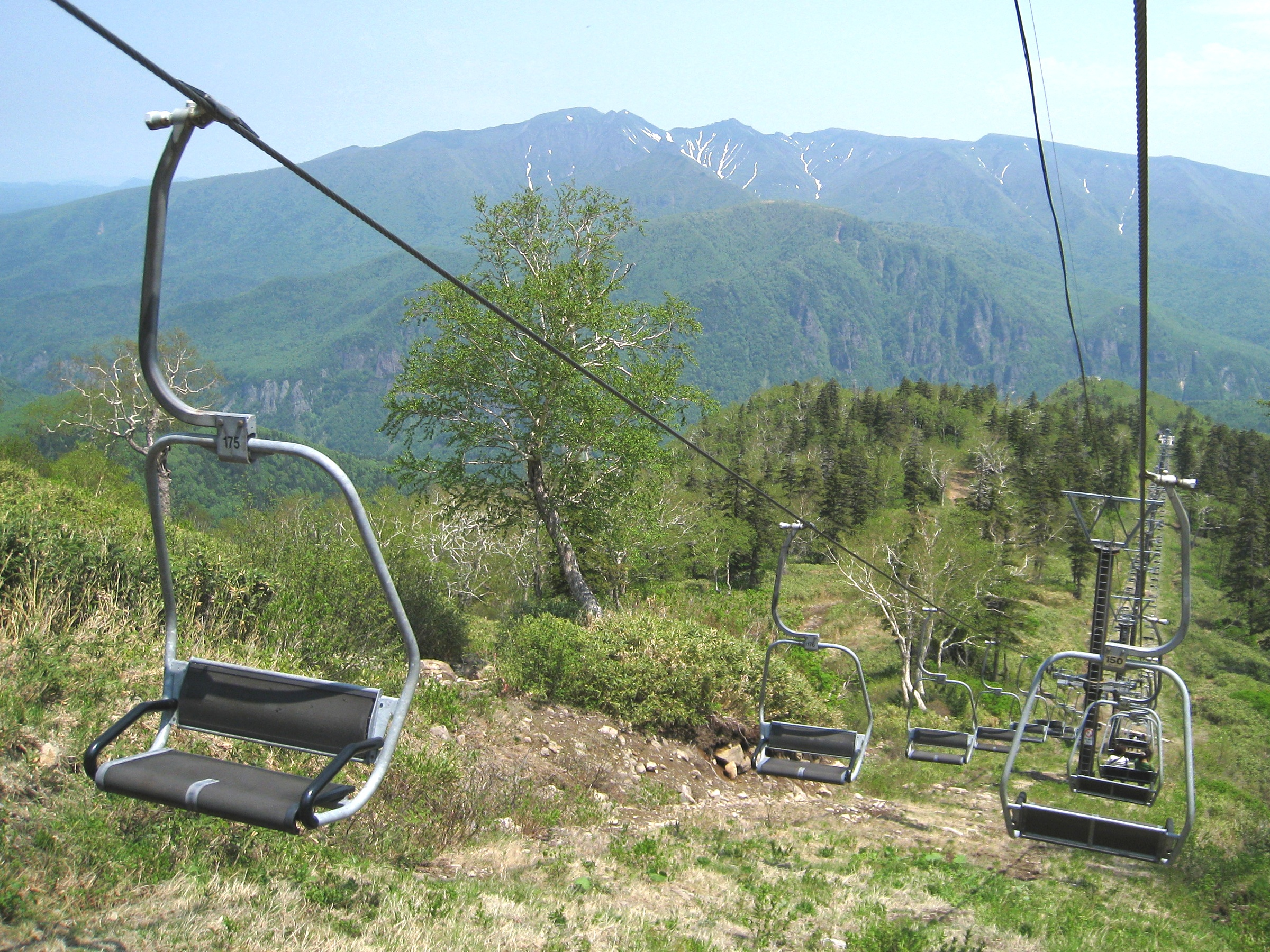
双人吊椅

從黑岳站旁200公尺處，設有双人吊椅可從黑岳5合目處到7合目處，上升高度217公尺。一樣是由日本纜車在1991年6月興建，現由林友觀光經營。

## 外部連結
- （日語） 林友觀光 - 大雪山層雲峽・黑岳纜車 （页面存档备份，存于）